# Castelo Fast

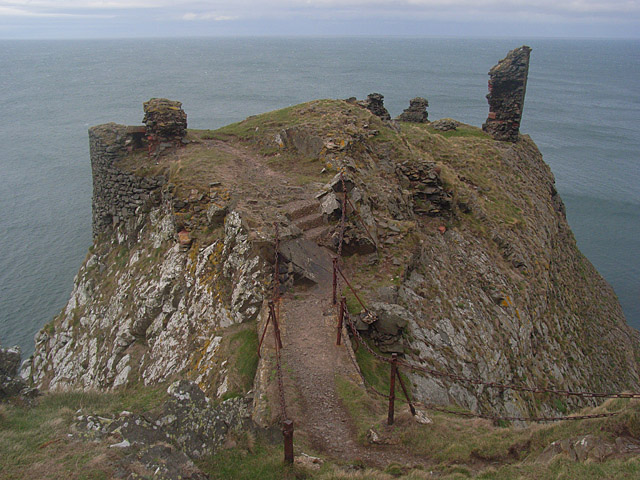
Castelo Fast, Escócia

O Castelo Fast (em inglês:  Fast Castle) é um castelo do século XVI atualmente em ruínas localizado em Coldingham, Scottish Borders, Escócia.

## História
A primeira referência ao castelo foi em 1333, mas a primeira autorização está datada de 1404. As muralhas foram elevadas pouco depois de 1515 e o castelo foi construído em 1521.

## Localização
Os restos do castelo localizam-se num promontório, com dimensões de 26 metros por 81 metros, com escarpas de 100 a 45 metros de altura.